# Robert Adamczak
Robert Adamczak – polski pianista i pedagog.

## Życiorys
Absolwent Akademii Muzycznej we Wrocławiu (klasa fortepianu Witolda Witkowskiego). Doktor habilitowany sztuk muzycznych, profesor Uniwersytetu im. Adama Mickiewicza w Poznaniu (Wydział Pedagogiczno-Artystyczny w Kaliszu). Pracuje również w Zespole Szkół Muzycznych im. Krzysztofa Komedy-Trzcińskiego w Ostrowie Wielkopolskim, gdzie prowadzi klasę fortepianu. Laureat odznaki honorowej „Zasłużony dla Kultury Polskiej” (2014). 
W 2019 w wydawnictwie Ars Sonora nagrał płytę z utworami fortepianowymi Alfonsa Szczerbińskiego.